# امید معماریان
امید معماریان (متولد ۱۳۵۳) روزنامه‌نگار و وبلاگ‌نویس ایرانی‌تبار است. معماریان مدت‌ها برای موسسه سرویس خبری اینترپرس سرویس نوشت.
پس از مدتی معماریان به سطح عمومی‌تر رسانه‌های غربی راه پیدا کرد. وی به عنوان نویسنده‌ مستقل، مقالاتی برای نیویورک تایمز، لس آنجلس تایمز، وال‌استریت ژورنال، سان فرانسیسکو کرونیکل و تارنمای تایم ادامه کار داد.
در مدت کوتاهی شأنیت معماریان ارتقاء پیدا کرد. معماریان در آن هنگام که مشغول به تحصیل در رشته روزنامه‌نگاری دانشگاه کالیفرنیا در برکلی بود با جیسون رضاییان رابطه‌ای صمیمی برقرار کرد. مدتی بعد معماریان موفق به دریافت بالاترین جایزه موسسه نظارت بر حقوق بشر به نام جایزه مدافع حقوق بشر در سال ۲۰۰۵ شد.
معماریان با نوشتن مقاله در وبسایت روز آنلاین پس از مدتی سردبیری تارنمای روز آنلاین را بر عهده گرفت. وی پژوهشگر و فارغ‌التحصیل دانشکده روزنامه‌نگاری در سال ۱۳۸۴–۱۳۸۵ در دانشگاه برکلی بوده‌است. معماریان از سال ۱۳۸۶ در دوره‌های آموزشی برای روزنامه نگاران در مرکز بین‌المللی روزنامه‌نگاران (ICFJ) و مؤسسه گزارش جنگ و صلح و دیگر سازمان‌های رسانه‌محور تدریس کرده‌است.

## دستگیری و بازداشت
معماریان در ۱۹ مهر سال ۱۳۸۳ دستگیر شد و به دستور دادستانی نهم تهران بازداشت شد. جیسون رضائیان و امید معماریان دو متهمی بودند که به اتهام جاسوسی و اقدام علیه امنیت ملی توسط دستگاه امنیتی جمهوری اسلامی ایران دستگیر شدند. علت دستگیری معماریان یادداشت‌هایش در روزنامه‌های اصلاح‌طلب، وبلاگ خودش و همین‌طور یادداشت‌های آنلاین او شمرده شده‌اند و نهایتاً وی متهم به سیاه‌نمایی علیه وضع کشور و به طور خاص وضعیت زنان شد.
معماریان تا آذرماه ۱۳۸۳ در زندان بود. دیدبان حقوق بشر می‌گوید که معماریان در دوران زندان خود متحمل زندان انفرادی و شکنجه شده‌است اما پیش از آزادی وادار به امضای اعترافاتی شده است که در آن شرایط نگهداری خود در زندان را خوب توصیف کرده است. او در مصاحبه‌ای با ان‌پی‌آر به توصیف شرایط زندان و پروسه‌ی اعتراف‌گیری از خود پرداخته است.
در سال ۲۰۰۴ او موفق به دریافت جایزه قلم طلایی از ایران در فستیوا و در سال ۲۰۰۵ او با دریافت جایزه سازمان دیده‌بان حقوق بشر، بالاترین افتخار را برای خود به عنوان یک روزنامه‌نگار و فعال حقوق بشر کسب کرد.